# Ачоли
Ачоли је нилотски народ насељен је у Ачолиленду, на северу Уганде у дистриктима Гулу, Китгум и Падер, као и на југу Јужног Судана око града Торит. Према подацима из 1991. године било их је око 800 хиљада. Ачоли језичко подручје припада луо групи нилотских језика, а сам језик је познат под називима acoli, atscholi, shuli, gang, lwo, lwoo, akoli, acooli, log acoli и dok acoli.
Економске активности су им различите. Уз земљорадњу баве се и сточарством, трговином и обрадом гвожђа. Узгајају кукуруз, пасуљ, кикирики, а дуван се узгаја због трговине. Значајан је и риболов у потоцима и мочварама. Ачоли су организовани у мала поглавишта (chiefdom) која се састоје од једног или више села, свако с неколико патрилинеарних кланова.